# Tanja Bubbel
Tanja Bubbel (* 1977 in Wattenscheid) ist eine deutsche Drehbuchautorin und Filmregisseurin.

## Leben und Wirken
Bubbel studierte Philosophie, Germanistik und VWL an der Freien Universität Berlin, welches sie 2005 mit einem Magister beendete. Im Anschluss studierte sie bis 2009 Drehbuch und Dramaturgie an der Hochschule für Film und Fernsehen Babelsberg.
2008 veröffentlichte sie ihren ersten Kurzfilm unter dem Titel Glioblastom, für den sie das Drehbuch schrieb und, gemeinsam mit Axel Ranisch Regie führte. Für Glioblastom wurden Bubbel, gemeinsam mit Ranisch mit den Deutschen Nachwuchsfilmpreis ausgezeichnet. Auf dem 11mm Fußballfilmfestival wurde 2011 ihr nächster Film, bei dem sie ebenfalls für Drehbuch und Regie verantwortlich war, Die schönste Nebensache der Welt – Damenfußball in Deutschland als bester Frauenfußballfilm aller Zeiten ausgezeichnet. 2014 nahm der Kurzfilm Spielplatz, für den Bubbel erneut für Regie und Buch verantwortlich war, in der Wettbewerbskategorie Kurzfilm des 36. Filmfestivals Max Ophüls Preis teil.
2018 und 2019 schrieb sie die Drehbücher für mehrere Folgen Morden im Norden, seit 2020 ist sie als Drehbuchautorin im Writersroom mit Nikolaus Schulz-Dornburg, Christian Ditter und Johanna Thalmann für die für Netflix produzierte Serie Biohackers tätig.

## Werke (Auswahl)

### Filmografie
- 2008: Glioblastom (Kurzfilm)
- 2009: Die schönste Nebensache der Welt – Damenfußball in Deutschland (Dokumentarfilm)
- 2014: Spielplatz (Kurzfilm)
- 2018: Hubert und Staller (Fernsehserie, Folge 7.08: Überfall posthum)
- 2018 & 2020: Soko Wismar (Fernsehserie, Folgen 16.01, 18.07)
- 2018–2019: Morden im Norden (Fernsehserie, 5 Folgen)
- seit 2020: Biohackers (Fernsehserie)
- 2020: ÜberWeihnachten (Miniserie)
- 2021: Kitz (Fernsehserie)
- 2024: Charité (Fernsehserie, 4. Staffel)

## Auszeichnungen
Deutscher Nachwuchsfilmpreis 2009
- Preisträgerin, gemeinsam mit Alex Ranisch, für Glioblastom

11mm Fußballfilmfestival 2011
- Auszeichnung als bester Frauenfußballfilm aller Zeiten für Die schönste Nebensache der Welt – Damenfußball in Deutschland